# Song to the Siren
Song to the Siren ist der Titel eines Liedes von Tim Buckley aus dem Jahr 1967. Buckley schrieb das Stück zusammen mit dem Liedermacher Larry Beckett.
Pat Boone veröffentlichte das Stück 1969 auf seinem Album Departure; 1970 erschien es dann auf Buckleys Album Starsailor. Buckley hatte den Song bereits im März 1968 in der Fernsehsendung The Monkees unbegleitet auf der akustischen Gitarre gespielt. Diese Version erschien 2001 nach Buckleys Tod auf dem Album Morning Glory: The Tim Buckley Anthology.
Die Ballade soll in eine mystische Grundstimmung versetzen. Begleitinstrumente werden auf der Albumversion sparsam eingesetzt, im Vordergrund steht die Stimme. Das Motiv des Stücks bezieht sich auf das Fabelwesen der Sirene aus der griechischen Mythologie, die mit ihrem betörenden Gesang Seeleute anlockte, um sie zu töten.

## Coverversionen
Das Lied wurde von vielen Künstlern nachgespielt. Die Version von This Mortal Coil (mit Elizabeth Fraser und Robin Guthrie) wurde im September 1983 veröffentlicht, kam für drei Wochen in die britischen Singlecharts und erreichte im Oktober Platz 66. In den britischen Independent Charts blieb es 101 Wochen und war in den 1980ern eines der Lieder, die am längsten in diesen Charts verweilten. This Mortal Coil veröffentlichten das Stück 1984 auch auf ihrem Album It'll End in Tears. Diese Version wurde 1997 in dem Film Lost Highway von David Lynch verwendet, ist aber nicht auf dem zugehörigen Soundtrack-Album enthalten. Peter Jackson nutzte 2009 ebenfalls diese Version in seinem Film In meinem Himmel. Der Trance-Remix Did I Dream (Song to the Siren) von Lost Witness erreichte 2002 in den britischen Single-Charts Platz 28.
Weitere Coverversionen
- Half Man Half Biscuit für Peel Sessions 1986, unveröffentlicht[1]
- Sally Oldfield auf dem Album Secret Songs (1996)
- The King auf dem Album Gravelands von 1998
- Ratty auf der Single Sunrise (Here I am), 2000
- Susheela Raman auf dem Album Salt Rain, 2001
- Robert Plant auf dem Album Dreamland, 2002
- John Frusciante auf dem Album Empyrean, 2009
- Bryan Ferry auf dem Album Olympia, 2010
- Sinéad O’Connor auf dem Album Music of Ireland: Welcome Home, 2010
- George Michael auf der Symphonica-Tour, 2011
- Dead Can Dance auf dem Album In Concert, 2013
- Amen Dunes auf dem Album Cowboy Worship, 2015

1992 veröffentlichten The Chemical Brothers unter ihrem zweiten Bandnamen The Dust Brothers auf dem Album Exit Planet Dust einen anderen Song mit dem gleichen Titel.